# Seara Alimentos
Seara Alimentos é uma empresa brasileira do ramo alimentício fundada em 18 de novembro de 1956 no município de Seara, oeste do estado de Santa Catarina. Foi controlada pela Ceval Alimentos de 1980 a 1997 (ano em que foi adquirida pela Bunge) e ficou no controle independente até 2004 que foi adquirida pela norte-americana Cargill, também foi controlada pelo Grupo Marfrig de 2009 a 2013 e foi comprada pela JBS por R$ 5.5 bilhões em 2013.

## Publicidade e patrocínios
A Seara foi uma das patrocinadoras oficiais da Copa do Mundo FIFA de 2010 e da Copa do Mundo FIFA de 2014. No futebol, foi ainda patrocinadora oficial do Santos Futebol Clube
e do Criciúma Esporte Clube na temporada 2010-2011. Sua atuação se estendeu também nos patrocínios do Grêmio Esportivo Osasco e da Seleção Brasileira de Futebol.